# Andrei Pavel
Andrei Pavel (Costanza, 27 gennaio 1974) è un allenatore di tennis ed ex tennista rumeno.
Nel 1992 vinse il Roland Garros categoria juniores, dimostrandosi subito un giocatore talentuoso. Destro, dotato di un poderoso dritto e di un ottimo rovescio a una mano, Pavel ha raggiunto in carriera buoni traguardi: nel 2001 ha vinto un Master Series (a Montréal, battendo in finale Patrick Rafter), inoltre nel 2003 ha raggiunto la finale al Paris Masters (sconfitto da Tim Henman). La terra rossa resta comunque la sua superficie preferita.
Nel 2004 ha raggiunto la sua migliore posizione di sempre nel ranking ATP (tredicesimo posto).
Il 20 gennaio 2009, durante gli Australian Open, ha annunciato il suo ritiro dall'attività agonistica, dopo aver abbandonato il match contro Andy Murray per un problema alla schiena.

## Singolare

### Vittorie (3)
| Legenda                                                     |
| ----------------------------------------------------------- |
| Grande Slam (0)                                             |
| Tennis Masters Cup (0)                                      |
| ATP Super 9 / ATP Masters Series (1)                        |
| ATP Championship Series / ATP International Series Gold (1) |
| ATP World Series / ATP International Series (1)             |

| No. | Data           | Torneo                                             | Superficie  | Avversario in finale | Punteggio        |
| --- | -------------- | -------------------------------------------------- | ----------- | -------------------- | ---------------- |
| 1.  | 13 aprile 1998 | Japan Open Tennis Championships, Tokyo             | Cemento     | Byron Black          | 6–3, 6–4         |
| 2.  | 22 maggio 2000 | Internationaler Raiffeisen Grand Prix, St. Poelten | Terra rossa | Andrew Ilie          | 7–5, 3–6, 6–2    |
| 3.  | 30 luglio 2001 | Canada Open, Montréal                              | Cemento     | Patrick Rafter       | 7–6(3), 2–6, 6–3 |

### Finali perse (6)
| No. | Data            | Torneo                                      | Superficie    | Avversario in finale | Punteggio           |
| --- | --------------- | ------------------------------------------- | ------------- | -------------------- | ------------------- |
| 1.  | 26 aprile 1999  | BMW Open, Monaco di Baviera (1)             | Terra rossa   | Franco Squillari     | 4–6, 3–6            |
| 2.  | 14 giugno 1999  | Ordina Open, 's-Hertogenbosch               | Erba          | Patrick Rafter       | 6–3, 6(7)–7, 4–6    |
| 3.  | 27 ottobre 2003 | Parigi, Francia                             | Sintetico (i) | Tim Henman           | 2–6, 6(6)–7, 6(2)–7 |
| 4.  | 25 aprile 2005  | BMW Open, Monaco di Baviera (2)             | Terra rossa   | David Nalbandian     | 4–6, 1–6            |
| 5.  | 22 maggio 2006  | Hypo Group Tennis International, Pörtschach | Terra rossa   | Nikolaj Davydenko    | 0–6, 3–6            |
| 6.  | 23 luglio 2007  | Croatia Open Umag, Umago                    | Terra rossa   | Carlos Moyá          | 4–6, 2–6            |

## Doppio

### Vittorie (6)
- 1998: Bucarest (con Gabriel Trifu)
- 2005: Kitzbuhel (con Leoš Friedl)
- 2006: Auckland (con Rogier Wassen)
- 2006: Monaco di Baviera (con Alexander Waske)
- 2006: Gstaad (con Jiří Novák)
- 2007: Barcellona (con Alexander Waske)

### Finali perse (5)
- 1999: San Pietroburgo (con Menno Oosting)
- 2005: Doha (con Michail Južnyj)
- 2005: Bucarest (con Victor Hănescu)
- 2007: Rotterdam (con Alexander Waske)
- 2009: Kitzbuhel (con Horia Tecău)